# Märchenbilder
Les Märchenbilder, op. 113 sont quatre pièces musicales pour alto et piano du compositeur allemand Robert Schumann. Elles sont désignées par leur indication de tempo :
1. Nicht schnell
2. Lebhaft
3. Rasch
4. Langsam, mit melancholischem Ausdruck

## Genèse

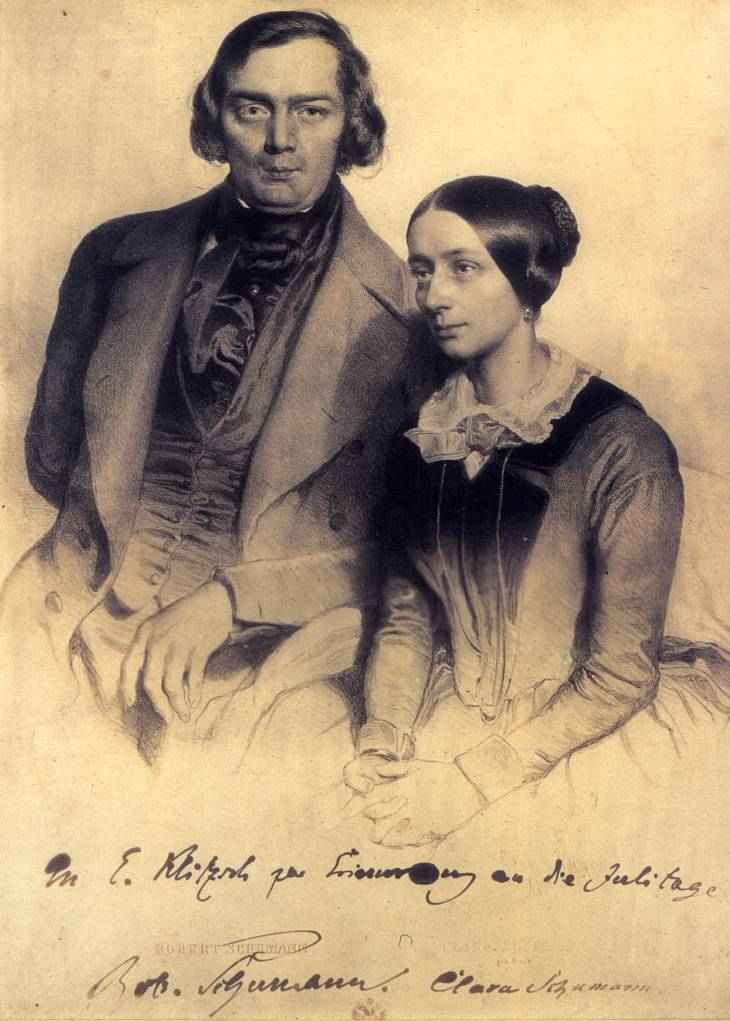
Robert Schumann et sa femme Clara (lithographie de Eduard Kaiser, 1847)

Écrites en quatre jours, du premier au quatre mars 1851, c'est à son ami Joseph von Wasielewski (premier violon de l'orchestre de Düsseldorf, orchestre que dirigeait alors Schumann) que le compositeur les destinait. À cette époque en effet, nombreux étaient les violonistes, qui à l'image de Paganini, jouaient aussi bien du violon que de l'alto.
Éditées un an plus tard, elles furent créées encore un an après, en novembre 1853, par le dédicataire et la femme du compositeur au piano.
Premières pièces pour alto et piano à se libérer de la traditionnelle forme sonate, les Märchenbilder sont devenus des pièces incontournables du répertoire de l'alto. Rares sont les altistes qui n'en ont pas fait un enregistrement (voir la discographie plus bas).
C'est l'univers des contes de fées qui a inspiré ici Schumann, comme dans ses Märchenerzählungen pour clarinette, alto et piano, d'ailleurs souvent couplé en disque avec les Märchenbilder.

## Détail de l'œuvre
Les quatre pièces sont toutes construites autour du ton de ré. Ré mineur pour la première et la troisième, la tonalité relative de fa majeur pour la seconde et enfin ré majeur pour la dernière.
L'ensemble dure à peu près une quinzaine de minutes.

### Nicht schnell(pas vite)
Cette première pièce se ressent comme un dialogue serein entre l'alto et le piano, pourtant teinté de mélancolie et de regret.

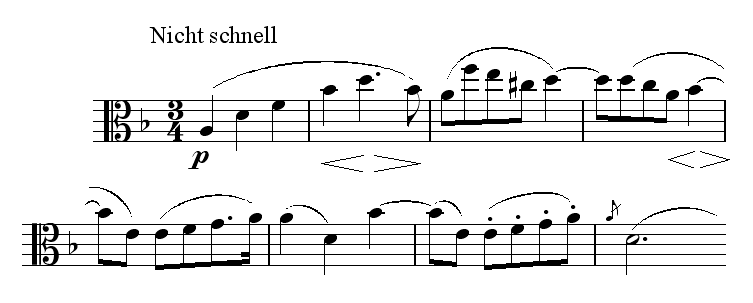
La première phrase mélodique de l'alto

### Lebhaft(vif)
La deuxième pièce s'ouvre avec les accords en tierces de l'alto, repris ensuite par le piano. Les rythmes pointés et heurtés sont une autre caractéristique de ce mouvement.

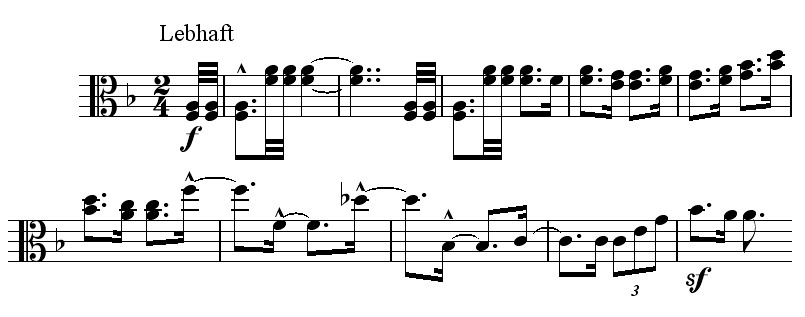
Les premières mesures de la partie d'alto

### Rasch(rapide)
Les triolets de doubles de l'alto donnent le ton de cette troisième pièce où s'alternent cavalcades et périodes de répit.

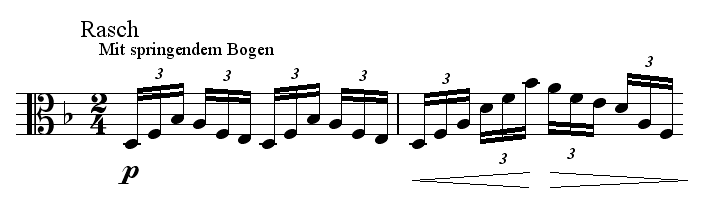
Les deux premières mesures de la partie d'alto

### Langsam, mit melancholischem Ausdruck(lent, avec une expression mélancolique)
La quatrième pièce contraste fortement avec les deux précédentes. Le tempo lent et les motifs apaisants développés par l'alto lui donnent une atmosphère de berceuse.

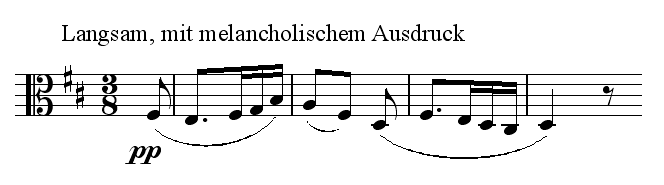
Le motif central (partie d'alto), exposé dès les premières mesures

## Discographie sélective
Ordre : altiste & pianiste.
- Michel Michalakakos & Martine Gagnepain (2001)
- Yuri Bashmet & Mikhail Muntian (1990)
- Gérard Caussé & François-René Duchable (1980)
- Serge Collot & Julie Guigue
- Antoine Tamestit & Éric Le Sage